# كين كلارك (لاعب كرة قدم أمريكية)
كين كلارك (بالإنجليزية: Ken Clark)‏ هو لاعب كرة قدم أمريكية أمريكي، ولد في 17 يونيو 1966 في إيفرغرين في الولايات المتحدة، وتوفي في 16 فبراير 2013 في منيابولس في الولايات المتحدة بسبب نوبة قلبية.

## وصلات خارجية
- كين كلارك (لاعب كرة قدم أمريكية) على موقع مرجع كرة القدم المحترفة.كوم (الإنجليزية)